# Bois cintré

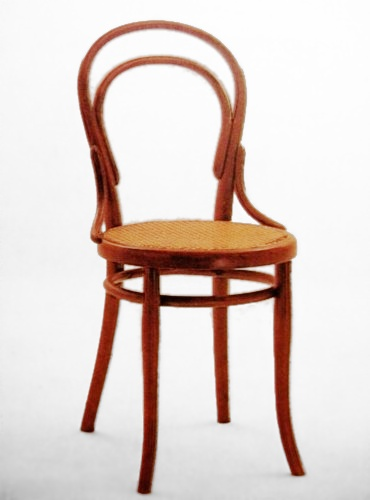
Chaise n° 14

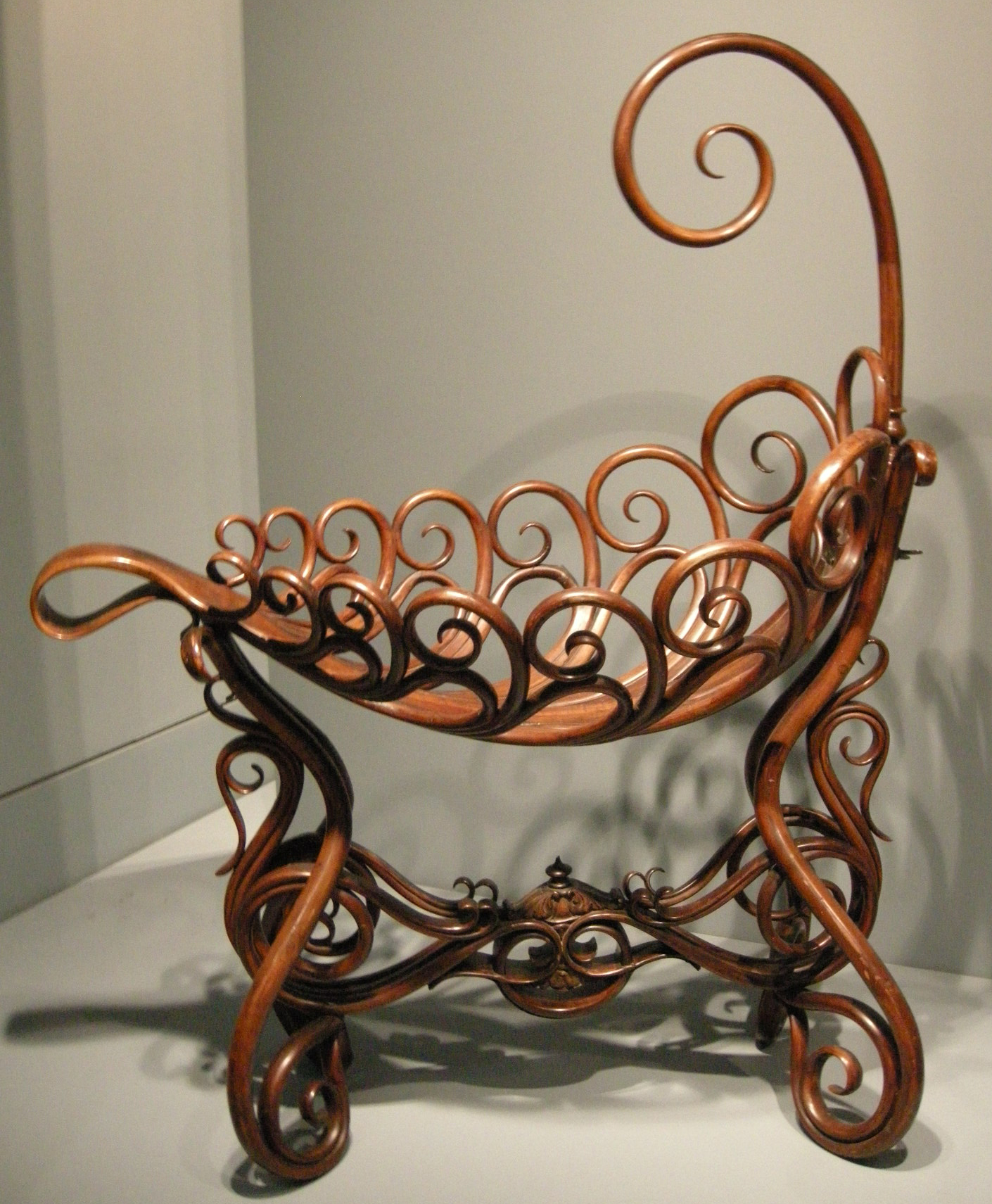
Le berceau de Gebrüder Thonet (vers 1870)

Les objets en bois cintré sont ceux qui sont fabriqués en humidifiant le bois (par trempage ou à la vapeur), puis en les pliant et en les laissant durcir pour former des motifs courbes. 
Dans la fabrication de meubles, cette méthode est souvent utilisée dans la production de fauteuils à bascule, de chaises de café et autres meubles légers.  La chaise iconique N ° 14 de Thonet est une conception bien connue basée sur cette technique, puisque son inventeur, Michael thonet, n'est autre que l'inventeur du bois ceintré dans les années 1850.  Ce procédé est largement utilisé pour la fabrication de meubles de tous types, en particulier certains sièges et tables.  C'est également une technique populaire dans la production mondiale de meubles avec des cadres en bâton de rotin, généralement importés dans les magasins européens et occidentaux. 

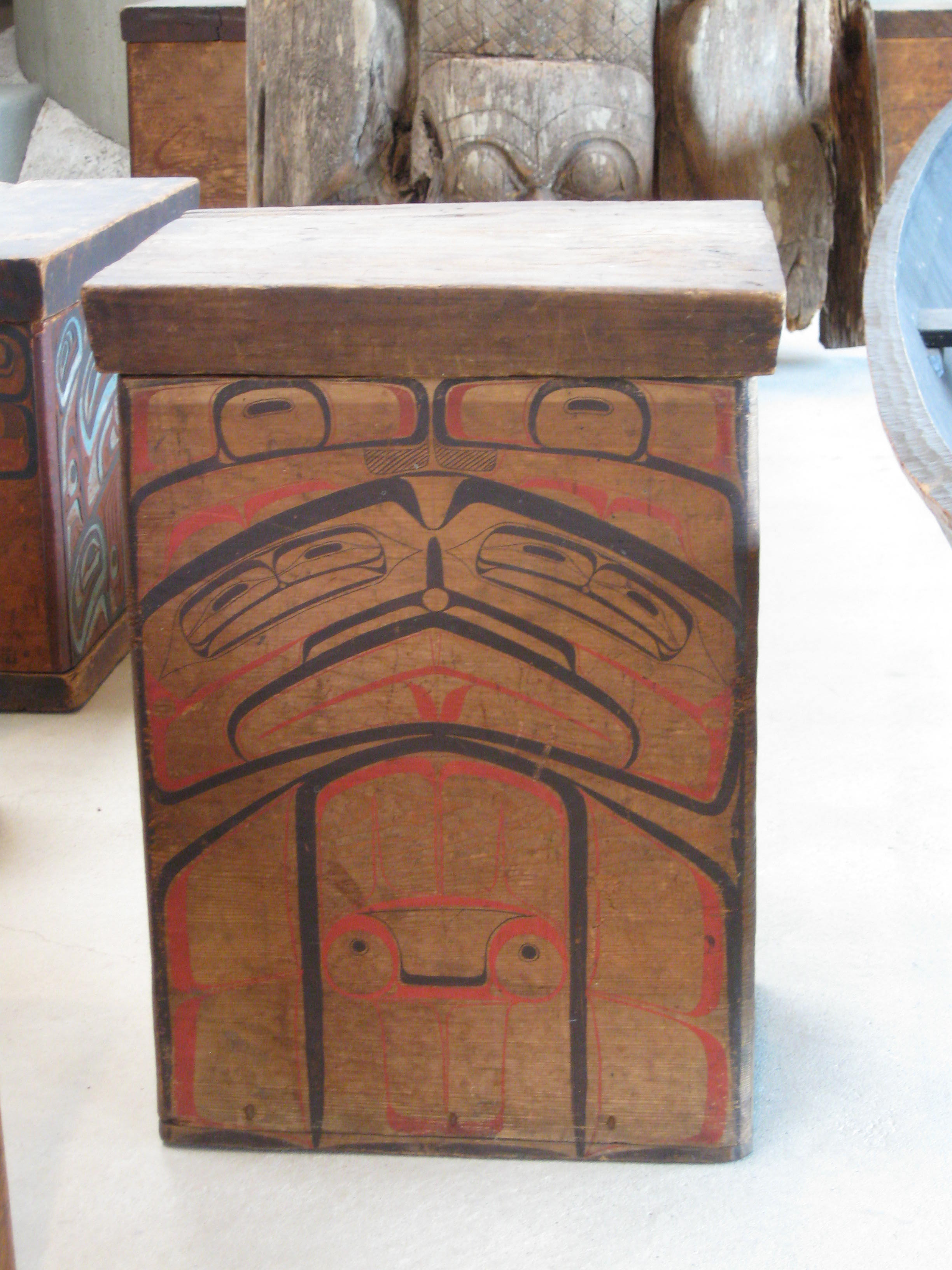
Une boîte en bois courbé Tsimshian en cèdre rouge datant des années 1880 exposée au Musée d'anthropologie de l'UBC

Les boîtes en bois courbé sont un produit traditionnel fabriqué par les peuples des Premières nations de la côte ouest nord-américaine, notamment les Haïdas , les Gitxsan , les Tlingits , les Tsimshians , les Sugpiaq , les Unangax , les Yup'ik , les Inupiaq et les Salish du littoral.  Ces boîtes sont généralement fabriquées à partir d’un seul morceau de bois étuvés à la vapeur et plié pour former boîte.  Les utilisations traditionnelles des boîtes étaient variées et comprenaient le stockage de produits alimentaires, de vêtements et d'inhumation. Elles étaient souvent dépourvues de décoration alors que d'autres étaient décorées avec minutie.  Aujourd'hui, beaucoup sont faites pour les collectionneurs et peuvent être achetées dans des musées, des boutiques de cadeaux et des sites en ligne, ainsi que directement sur commande par des artistes,,,.
Les Aléous ou Unangans de l'Alaska fabriquaient des visières de chasse, appelées chagudax, en bois flotté à l'aide de la méthode du bois cintré.  Les visières étaient utilisées par les chasseurs en kayak.  On dit qu'elles aident à se préserver des embruns marins sur le visage et qu'elles améliorent l'audition. Elles étaient souvent décorées de peintures, de perles, de vibrisses de lions de mer et de figurines en ivoire.  On attribue à Andrew Gronholdt la renaissance de l’art de la sculpture du chagudax dans les années 1980.  Les artistes Unangan actuels créent des chagudax à des fins cérémonielles et les proposent également à la vente au public,.